# Dialetto minorchino
Fino al secolo XVII il dialetto, o meglio il sottodialetto minorchino (in spagnolo menorquín, in balearico menorquí), era stato una variante molto uniforme del catalano orientale (e pertanto, con pochi punti distintivi balearici), e oggi lo è tuttora per certi aspetti, soprattutto per la chiusura della o atona in u: una delle principali differenze che la fonetica di Minorca presenta rispetto a quella di Maiorca (tranne quella di Sóller, che diversamente possiede alcuni punti di somiglianza con quella di Ciudadela).
Un aspetto per cui Minorca si è mantenuta al margine del processo evolutivo del catalano continentale fu l'uso della ə tonica, generalizzata in tutta l'isola. Questa uniformità si mantiene fino alla fine del secolo XIX. A partire dal XX secolo, la ə tonica transitò a e chiusa a Mahón, e la stessa transizione si verificava a Alaior e a Mercadal. Al contrario, a Ferreries e Ciudadela si era conservato il suono neutro, in parte per motivi psicologici, secondo quanto afferma Francesc de Borja Moll: a causa della reazione dei ciudadelensi contro i mahonesi, in conseguenza di antipatie secolari. La pronuncia della e chiusa di Mahón è stata oggetto di scherno da parte dei ciudadelensi, inibendo così la continuazione del suo uso nel settore occidentale dell'isola.
Altra differenza notevole tra Mahón e Ciudadela è l'intonazione.
Non così resistente si era mostrato il settore occidentale dell'isola con l'influenza apportata dalla Catalogna a Mahón dei morfemi flessivi -és, -essis, -essin. Sessanta anni fa le forme primitive -às, -assis, -assin vennero sostituite a Ciudadela. 
Nel gruppo atono ua, il minorchino segue l'esempio del maiorchino eliminando l'ultima vocale, ma pronunciando u invece di o: aigu, llegu, Pascu.
La i debole tra vocali si perde, sebbene nel preterito imperfetto ci sono tuttora persone che lasciano sentire la i, pronunciando deia, veía, ecc. Si ha inoltre l'assordamento della ll: 
gúə (agulla),
véə (vella),
fúə (fulla),
uréə (orella),
páə (palla).
Questo stesso fenomeno si realizza in certe cittadine di Maiorca, specialmente a Sóller, Alcúdia e Capdepera.